# Wehbers Park
Der Wehbers Park ist seit 1926 eine öffentliche Grünanlage im Hamburger Stadtteil Eimsbüttel. Er erstreckt sich über ca. 2,6 Hektar und wird begrenzt von Fruchtallee, Emilienstraße, Doormannsweg und Gärten der Tornquiststraße. Sein Name erinnert an den Weinhändler Georg Heinrich Wehber, der ihn 1852 als Privatpark errichten ließ.

## Aufbau
Der Wehbers Park kann von der Emilienstraße und dem Doormannsweg aus betreten und auf einem befestigten Weg durchquert werden. Nördlich dieses Weges befindet sich ein umzäunter Bereich mit verschiedenen Angeboten, die sich vor allem an Kinder richten: ein Spielhaus, ein Spielplatz und ein ovales, von Klinkersteinen umfasstes Planschbecken, das über eine Wiese vom Spielplatz aus erreichbar ist. Südlich des Weges liegen eine große Wiese mit Baumbestand, Laubengänge und eine Skateranlage.
An der Emilienstraße steht eine zweistöckige Villa im Wehbers Park, ein ehemaliges Landhaus, das der Sohn des Weinhändlers Wehber 1881/82 von dem Architekten Grotjan im Neorenaissance-Stil umbauen ließ. Nachdem die Stadt das Anwesen erworben hatte, wurde die Villa dem Ausschuß für Säuglings- und Kleinkinderanstalten als Tagesheim zur Verfügung gestellt und dient bis heute als Kindertagesstätte.
Am Doormannsweg befindet sich das Hamburg-Haus Eimsbüttel, eine öffentliche Begegnungsstätte, die am 1. Juni 1965 eröffnet wurde. Das Hamburg-Haus beherbergt unter anderem den Eimsbütteler Standort der Öffentlichen Bücherhallen, eine Elternschule, einen Seniorentreff und ein Mädchenzentrum.

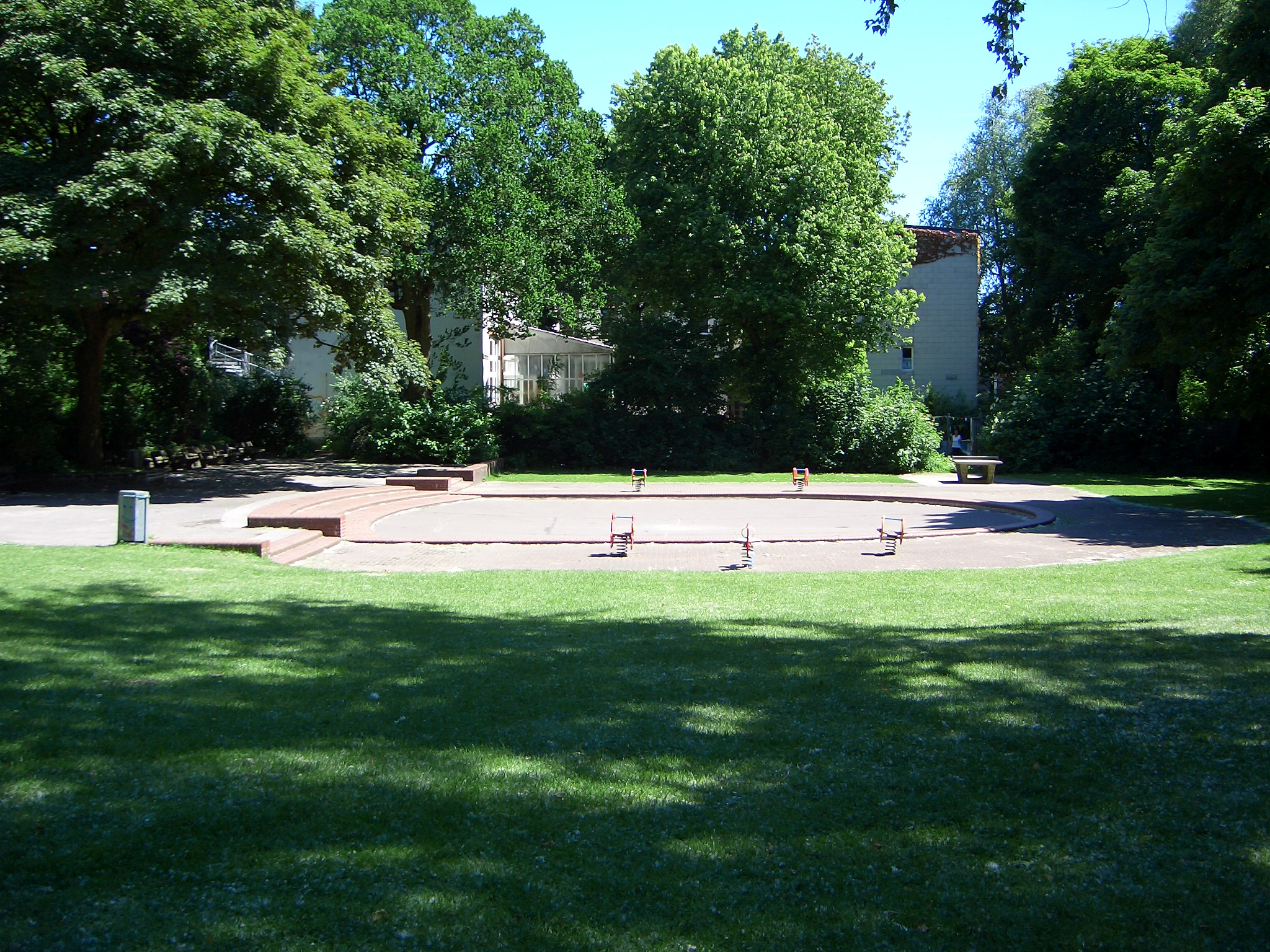
Planschbecken
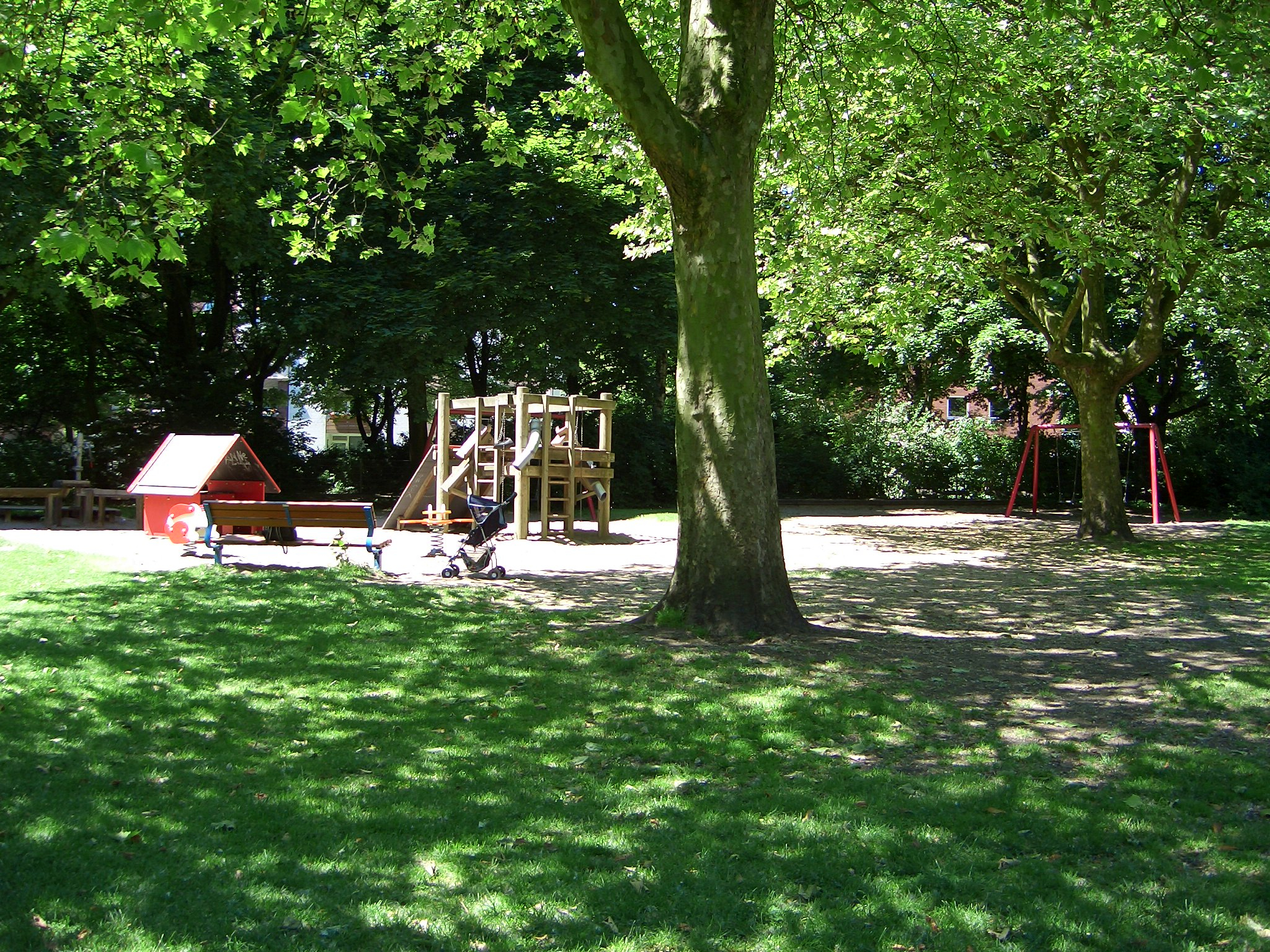
Spielplatz
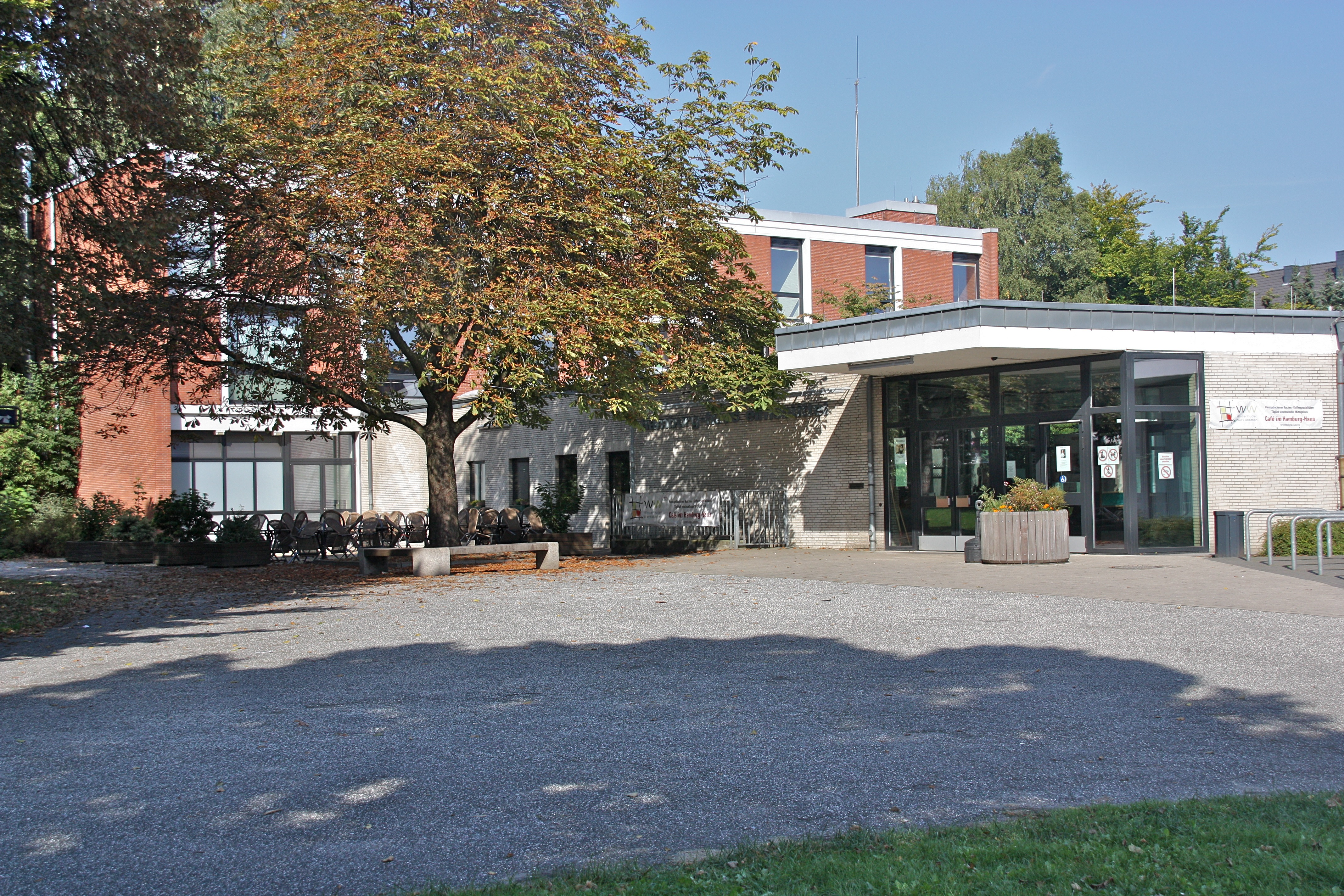
Hamburg-Haus

## Geschichte
Der Wehbers Park wurde 1926 als zweite öffentliche Grünanlage des Stadtteils eingeweiht. Zuvor war der Park zwar schon 50 Jahre lang allgemein zugänglich gewesen, befand sich jedoch in privater Hand der Familie Wehber. Weinhändler Georg Heinrich Wehber hatte ihn 1852 an der Eimsbütteler Chaussee (heute Fruchtallee) anlegen lassen. Der Kaufvertrag zwischen der Stadt und den Erben des Anwesens wurde 1924 abgeschlossen. Danach fand unter der Leitung von Otto Linne eine Umgestaltung zum Volkspark statt, der für Einwohner jeden Alters und jeder Bevölkerungsschicht eine Möglichkeit der Erholung bieten sollte. Linne unterteilte die Anlagen in verschiedene Bereiche mit bestimmter Funktion. Ein von Hecken geschützter Alte-Leute-Garten entstand ebenso wie ein Blumengarten, ein großer abgeschlossener Sandspielplatz sowie ein Planschbecken mit Putten des deutschen Bildhauers Georg Wienbrack von 1925 und Sandstrand. Die Rasenfläche wurde in einen Kleinkindbereich und eine Spiel- und Liegewiese für ältere Kinder, Jugendliche und Erwachsene aufgeteilt. Am Ende des Zugangs von der Fruchtallee wurde eine Bedürfnisanstalt gebaut, ein Klinkergebäude mit kupfergedecktem Walmdach nach einem Entwurf von Fritz Schumacher. Insgesamt betrug die Größe des Parks zum damaligen Zeitpunkt ca. 1,8 Hektar.
Wie viele Hamburger Grünanlagen erlitt der Wehbers Park durch den Zweiten Weltkrieg und die Nachkriegszeit Schäden. Er wurde im Baujahr 1952/53 wiederhergestellt und erhielt, gefördert durch den Deutsch-Amerikanischen Frauenclub, 1955 bis 1957 umfangreiche neue Spielanlagen. Die kleinteilige Gliederung des Parks wurde aufgehoben, so dass großzügigere Flächen entstanden. Das Planschbecken bekam eine neue Grünumfassung statt des Sandstrands, die Putten entfielen. Auf einem zwischenzeitlich erworbenen Grundstück an der Emilienstraße wurde 1956 ein Spielhaus errichtet.
Der Wehbers Park fand von Anfang an großen Anklang in der Bevölkerung, konnte auf Grund seiner geringen Ausmaße dem Bedarf an öffentlichen Grünflächen aber nicht gerecht werden. Ziel der Hamburger Städteplaner war es, einen zusammenhängenden Eimsbüttler Grünzug von der Apostelkirche bis zur Hoheluftbrücke zu schaffen. Anfang der 1960er Jahre waren die Bauarbeiten soweit fortgeschritten, dass man über den Wehbers Park bis zur Christuskirche durch Grünanlagen gelangen konnte. Allerdings folgte bereits in der zweiten Hälfte der 1960er Jahre aus verkehrspolitischen Gründen der Durchbruch des Doormannswegs, so dass die Anlage durch eine Straßenschneise zerteilt wurde.

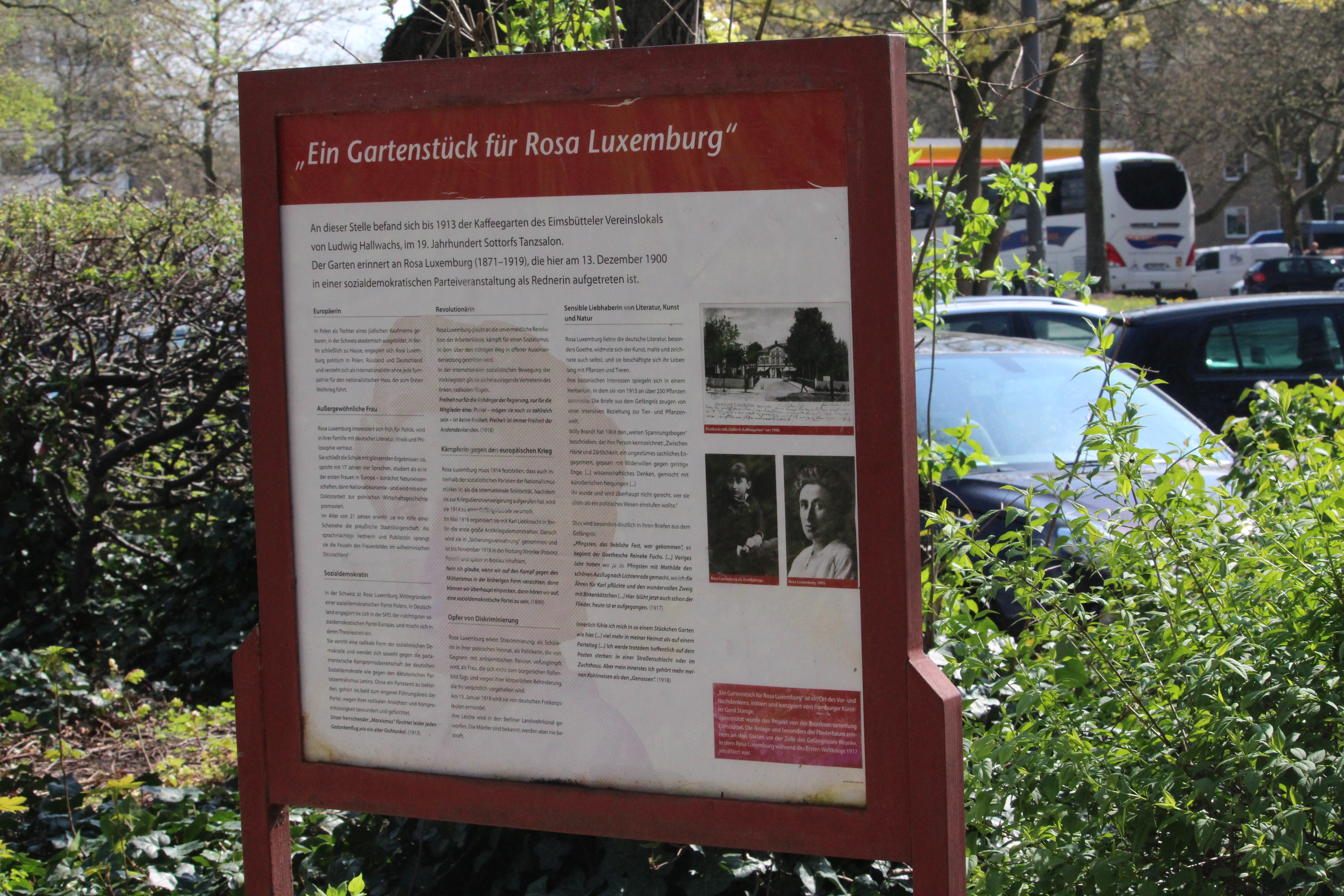
Ein Gartenstück für Rosa Luxemburg

2006 wurde der Alte-Leute-Garten an der Ecke Fruchtallee und Emilienstraße in Rosa-Luxemburg-Garten umbenannt. Die Umgestaltung wurde von dem Künstler Gerd Stange initiiert.